# 潜口巽峰塔
巽峰塔俗称下尖塔，位于中国安徽省黄山市徽州区潜口镇潜口村，205国道边，由竹溪翁汪道植立于明嘉靖二十三年甲辰（1544年），建筑面积160平方米。
2019年3月28日，巽峰塔公布为第八批安徽省文物保护单位，编号8-79。